# Kasai-Operation
Die Kasai-Operation (wissenschaftlich Hepatoporto-Enterostomie) ist eine von dem japanischen Kinderchirurgen Morio Kasai Ende der 1950er Jahre entwickelte Methode zur Behandlung der Gallengangatresie, einer seltenen angeborenen Erkrankung der Gallenwege, die unbehandelt tödlich verläuft. Unbehandelt führt die Gallengangatresie zu Leberzirrhose und Leberversagen. Die Operation verhindert oder verzögert in vielen Fällen diese Entwicklung, jedoch ist oft später eine Lebertransplantation erforderlich.

## Prinzip

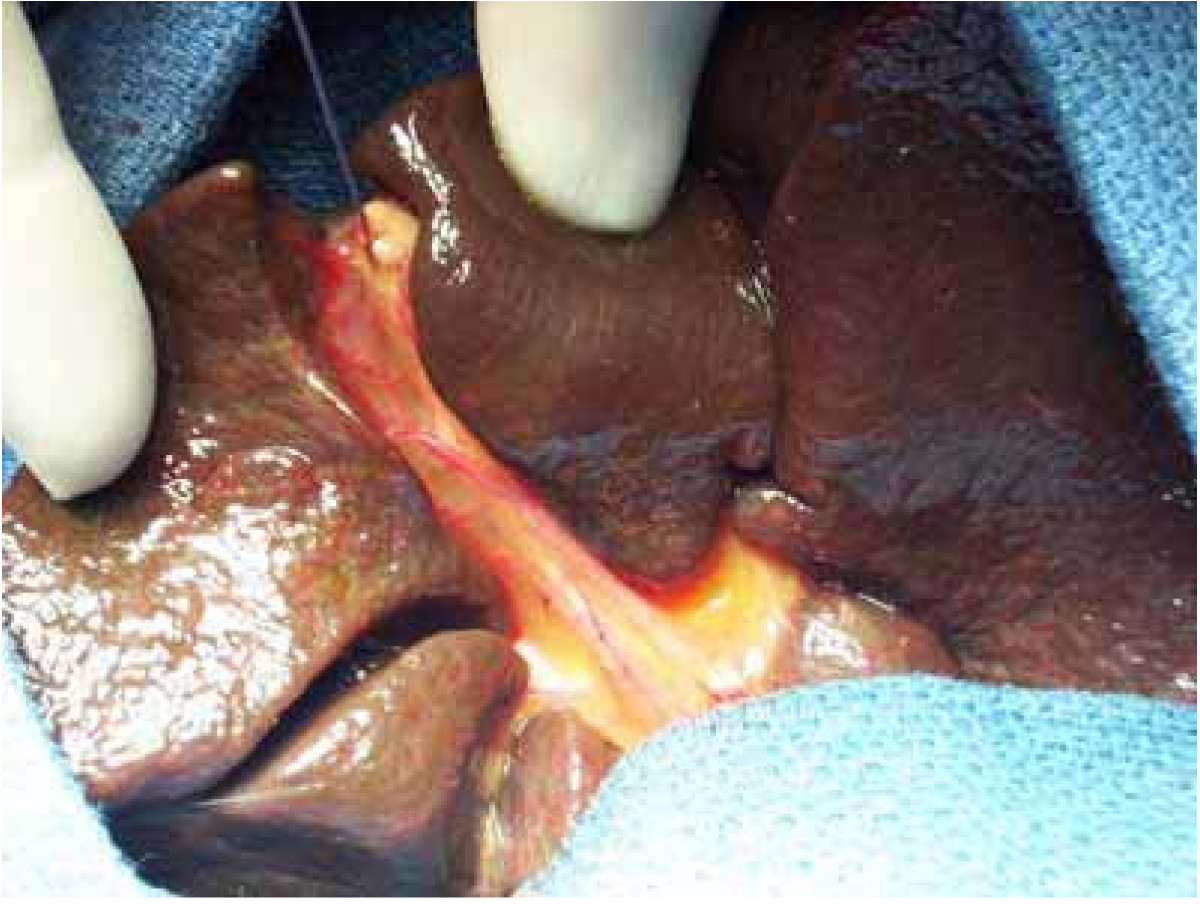
Operationssitus

Nach Eröffnung der Bauchhöhle wird zunächst die Diagnose einer Gallenwegatresie durch Anschauen der Leber und der Gallenwege bestätigt. Anschließend wird die Leber nach Durchtrennen der Bänder, an denen sie an der Bauchwand aufgehängt ist, aus der Bauchhöhle herausgeklappt. Nun wird der außerhalb der Leber befindliche Anteil der Gallenwege einschließlich des Bindegewebes zwischen dem rechten und linken Pfortaderast entfernt. Schließlich wird eine etwa 40–45 cm lange Jejunumschlinge Y-förmig aus dem übrigen Dünndarm ausgeschaltet (Y-Roux-Schlinge) und auf die freigelegte Leberpforte Seit-zu-End aufgenäht, so dass die Gallenflüssigkeit aus den innerhalb der Leber verlaufenden Gallengängen direkt in den Darm ablaufen kann.

## Komplikationen
Durch die direkte Verbindung des Darmes mit den Gallenwegen können – begünstigt durch einen verlangsamten Gallefluss – Bakterien in die Gallenwege aufsteigen und zu einer akuten Entzündung, einer Cholangitis, führen. Diese tritt typischerweise in den ersten Wochen bis Monaten nach der Operation bei immerhin ein bis zwei Dritteln der operierten Kinder auf. Selbst wenn nach der Operation der Gallefluss wieder in Gang kommt, kann sich der Blutdruck in der Pfortader später erhöhen (Portale Hypertension). Die hierdurch entstehenden Krampfadern der Speiseröhre (Ösophagusvarizen) können meist im Rahmen einer Magenspiegelung verödet werden und bedürfen dann keiner weiteren Therapie mehr.